# ران بين شيمون
ران بين شيمون (بالعبرية: רן בן שמעון‏) هو لاعب كرة قدم ومدرب كرة قدم إسرائيلي في مركز الدفاع، ولد في 28 نوفمبر 1970 في إسرائيل. شارك مع منتخب إسرائيل لكرة القدم. أما مع النوادي، فقد لعب مع نادي بني يهودا تل أبيب وهبوعيل حيفا.

## وصلات خارجية
- ران بين شيمون على موقع قاعدة بيانات كرة القدم.إي يو (الإنجليزية)
- ران بين شيمون على موقع ناشيونال فوتبول تيمز (الإنجليزية)
- ران بين شيمون على موقع Soccerway.com (الإنجليزية)
- ران بين شيمون على موقع عالم كرة القدم.نت (الإنجليزية)